# Muchomůrka jarní
Muchomůrka jarní (Amanita verna (Bull.) Lam. 1783) je smrtelně jedovatá houba z čeledi štítovkovitých. V České republice se vyskytuje poměrně vzácně, je však velmi nebezpečná, protože působí identické otravy jako muchomůrka zelená.

## Synonyma
- muchomůrka jarní
- muchomůrka zbělená[1]

## Taxonomie
Český název muchomůrka jarní kritizoval mykolog František Smotlacha jakožto zavádějící, protože neodráží období výskytu plodnic v českých zeměpisných šířkách. Zavedl proto název muchomůrka zbělená, který se však příliš neujal (Smotlacha také předpokládal, že muchomůrka jarní je albinoidní formou muchomůrky zelené, přičemž v současnosti je chápána jako druh samostatný, odlišný od albinoidní formy muchomůrky zelené).

## Vzhled

### Makroskopický
Klobouk dosahuje 40–70 milimetrů, nejprve má polokulovitý tvar s plochým temenem, později je vyklenutý, nakonec plochý. Okraj je hladký, v mládí spojený s vrcholem třeně bílým závojem. Povrch klobouku je bílý, na temeni může být žlutookrově zbarvený. Lupeny bílé.
Třeň dosahuje 80–120 × 8–15 (30) milimetrů, je válcovitý, směrem dolů se rozšiřuje do kulovité hlízy, kterou obaluje bílá, dole přitisklá a nahoře volná pochva. Povrch třeně je bílý, nežíhaný. Nese jemný vysoce posazený prsten.
Dužnina je bílá.

### Mikroskopický
Výtrusy dosahují 9–11,5 × 6–8,5 μm.

## Výskyt
Muchomůrka jarní je mykorhizním symbiontem dubů a jiných listnáčů, vyskytuje se v teplých oblastech nižších poloh na neutrálních až vápenitých půdách. Fruktifikuje od května do září.

## Rozšíření
Roste v Evropě, Severní Americe (Kanada, Mexiko, USA) a Asii (Japonsko). V Evropě byl popsán výskyt v následujících zemích: Česká republika, Chorvatsko, Itálie, Maďarsko, Norsko, Portugalsko, Rakousko, Slovinsko, Spojené království (i ostrov Man) a Španělsko.
V České republice je v současnosti znám výskyt pouze v rámci jediné lokality na jižní Moravě

## Záměna
- muchomůrka bílá (Amanita phalloides var. alba) – větší plodnice, žíhaný třeň s níže položeným prstenem[2]
- muchomůrka jízlivá (Amanita virosa) – třeň pod prstenem odstále vláknitě šupinatý[2]
- pečárka – jedlé druhy žampionů mají růžové až čokoládově hnědé lupeny a anýzovou vůni

## Otrava
Muchomůrka jarní působí faloidní otravy, které jsou po stránce průběhu i léčby prakticky identické s otravami způsobenými muchomůrkou zelenou, toxiny obou druhů jsou totožné. Rovněž statistické přehledy mezi nimi nerozlišují a uvádí je souhrnně jako otravy muchomůrkou zelenou.